# 氯化鉛
氯化鉛，又稱二氯化鉛（PbCl2）是一種無機化合物，是一種在标准状况下是白色固體。它微溶于冷水，可溶于热水。

## 物理性質

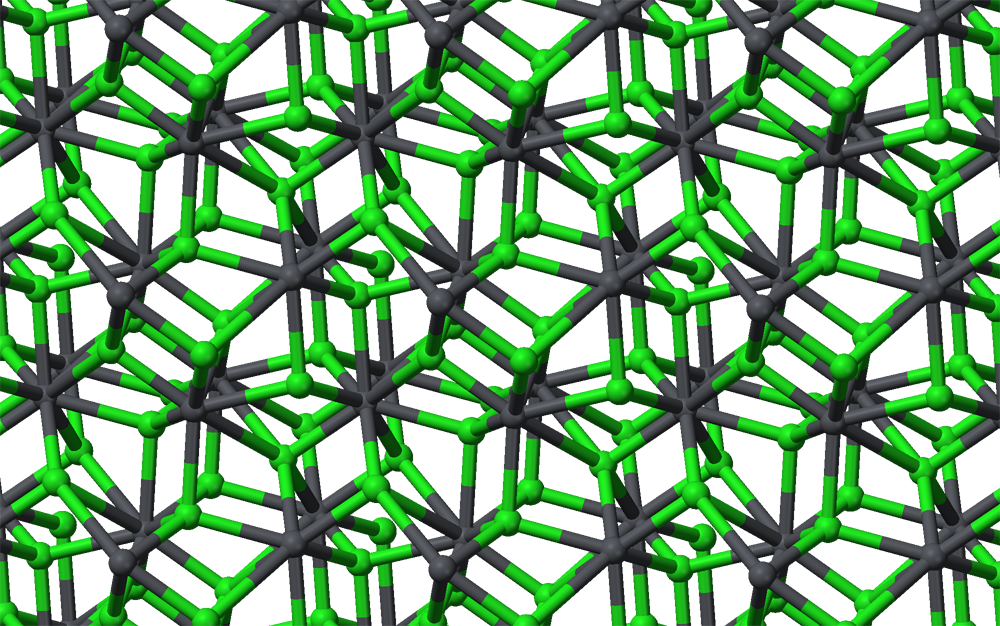
氯化鉛的晶體結構

它是白色粉末，密度為5.3-5.8克/厘米。摩氏硬度為1.5-2。溶解度为 0.99 g/100 mL (20 °C)。

## 毒性
像其他鉛化合物一樣，接觸氯化鉛可能會引起鉛中毒。